# Aa (roślina)
Aa – rodzaj roślin z rodziny storczykowatych (Orchidaceae). Należy do niego 27 gatunków, występujących w wyższych partiach Andów w Ameryce Południowej (bardzo rzadko w Środkowej – w górach Kostaryki znajdowano Aa paleacea). Są to naziemne storczyki o drobnych, białych i biało-zielonych kwiatach (wyjątkowo u Aa aurantiaca kwiaty są pomarańczowe). Szypułki otoczone są pochwiasto błoniastymi przysadkami. 

## Systematyka
Pierwszy naukowy opis gatunku z tego rodzaju opublikowany został w 1815 przez Carla Sigismunda Kuntha, który późniejszy gatunek typowy dla rodzaju nazwał Ophrys paleacea Kunth (1806), a następnie przemianował go na Altensteinia paleacea. W 1854 Heinrich Gustav Reichenbach wyodrębnił Aa z rodzaju Altensteinia. Oryginalna nazwa miała albo spowodować, by rodzaj wymieniany był zawsze na początku list alfabetycznych, albo upamiętnić Pietera van der Aa – wydawcę dzieła holenderskiego botanika – Paula Hermana pt. Paradisus Batavus.
Pozycja systematyczna według Angiosperm Phylogeny Website (aktualizowany system APG III z 2009)
Jeden z rodzajów plemienia Cranichidinae w obrębie podrodziny storczykowych (Orchideae) z rodziny storczykowatych (Orchidaceae). Storczykowate są kladem bazalnym w rzędzie szparagowców Asparagales w obrębie jednoliściennych. W obrębie plemienia blisko spokrewnione i w przeszłości łączone w jeden rodzaj są rodzaje Altensteinia i Myrosmodes.
Wykaz gatunków
- Aa achalensis Schltr.
- Aa argyrolepis Rchb.f.
- Aa aurantiaca D. Trujillo
- Aa calceata (Rchb.f.) Schltr.
- Aa colombiana Schltr.
- Aa denticulata Schltr.
- Aa erosa (Rchb.f.) Schltr.
- Aa fiebrigii (Schltr.) Schltr.
- Aa gymnandra (Rchb.f.) Schltr.
- Aa hartwegii Garay
- Aa hieronymi (Cogn.) Schltr.
- Aa inaequalis (Rchb.f.) Schltr.
- Aa leucantha (Rchb.f.) Schltr.
- Aa lorentzii Schltr.
- Aa macra Schltr.
- Aa maderoi Schltr.
- Aa mandonii (Rchb.f.) Schltr.
- Aa mathewsii (Rchb. f.) Schltr.
- Aa matthewsii (Rchb.f.) Schltr.
- Aa microtidis Schltr.
- Aa nervosa (Kraenzl.) Schltr.
- Aa paleacea (Kunth) Rchb.f.
- Aa riobambae Schltr.
- Aa rosei Ames
- Aa schickendanzii Schltr.
- Aa sphaeroglossa Schltr.
- Aa trilobulata Schltr.
- Aa weddelliana (Rchb.f.) Schltr.